# Toni Domgjoni
Toni Domgjoni (sinh ngày 4 tháng 9 năm 1998) là một cầu thủ bóng đá người Thụy Sĩ thi đấu cho FC Zürich ở vị trí tiền vệ.

## Sự nghiệp chuyên nghiệp
Là một sản phẩm trẻ của học viện FC Zürich, Domgjoni ra mắt cho Zürich trong thất bại 3–0 tại Giải bóng đá vô địch quốc gia Thụy Sĩ trước FC Basel vào ngày 11 tháng 4 năm 2018.

## Sự nghiệp quốc tế
Domgjoni sinh ra ở Croatia và có gốc Albania, và lớn lên ở Thụy Sĩ. Domgjoni is a youth international for the U-19 Thụy Sĩs.